# .lu
.lu е интернет домейн от първо ниво за Люксембург. Представен е през 1995. Поддържа се и се администрира от Restena.